# Середа Іван Михайлович
Середа́ Іван Михайлович (8 травня 1905, слобода Велика Писарівка (тепер смт Великописарівського району), Сумська область — †14 липня 1941, с. Строків Попільнянського району, Житомирська область)  — комендант 1-ї дільниці 94-го Сколівського прикордонного загону Українського прикордонного округу військ НКВС, капітан, Герой Радянського Союзу (1965).

### Біографія
Народився 25 квітня (8 травня) 1905 року в слободі Велика Писарівка, нині селище міського типу Великописарівського району Сумської області (Україна), в селянській родині. Українець. Член ВКП (б) з 1926 року. Закінчив 4 класи початкової школи. З 1917 року працював коногоном шахти на Донбасі, потім став слюсарем.
У 1922 році добровільно вступив до Червоної Армії та став червоноармійцем 2-го Червоно-Козачого полку. Закінчив 1-і Кримські кавалерійські курси в 1923 році, призначений помічником командира взводу в тому ж полку. У 1927 році закінчив Українську кавалерійську школу імені С. М. Будьонного.
З 1927 року — в Прикордонних військах ОДПУ СРСР, командир взводу маневреної групи 44-го прикордонного загону в прикордонних військах в Середній Азії. З 1930 року — начальник застави, потім командир ескадрону в 41-му прикордонному загоні. Потім служив у Закавказзі і в Західній Україні: з 1931 — начальник застави в 43-му прикордонному загоні, з 1933 року — інструктор бойової підготовки 37-го прикордонного загону, з 1936 — командир дивізіону 20-го полку НКВС.
У 1937 році з незрозумілих причин звільнений з військ, працював начальником паспортного столу на станції Лозова Харківської області УРСР, потім секретарем партійного бюро станції Лозова.
У 1939 році відновлений в Прикордонних військах, призначений начальником штабу комендатури 94-го Сколівського прикордонного загону, а з 1940 року — 1-ї комендатури цього загону. У 1940 році за участь в розгромі шпигунсько-диверсійної банди нагороджений орденом «Знак Пошани».
Учасник німецько-радянської війни з червня 1941 року. Воював на Південно-Західному фронті.

### Участь у війні
Свій перший бій прикордонники капітана І. М. Середи прийняли раннім недільним ранком 22 червня 1941 року. Той бій тривав недовго. Наказ командування вимагав: «При відході всіма наявними силами і засобами стримувати противника на кожному вигідному рубежі». 
У перших числах липня обстановка в районі Житомира і Бердичева вкрай ускладнилася. Противник прорвав оборону, оволодів Житомиром і Бердичевом. Дорога на Київ виявилася відкритою. Прикордонники отримали наказ перегородити шлях ворогові на Київ. До 13 липня 93-й і 94-й прикордонні загони зосередилися в районі Попільні і зайняли оборону.
На світанку 14 липня 1941 біля села Голуб'ятин німці атакували позиції прикордонників та вивели з ладу гармати і танки. Обстановка ускладнилася. 94-му прикордонному загону довелося відступати на другий рубіж. Прикрити їх відхід було доручено комендатурі, якою командував капітан І. М. Середа.
Указом Президії Верховної Ради СРСР від 8 травня 1965 року за «зразкове виконання завдань командування в боротьбі з німецько-фашистськими загарбниками і проявлені при цьому мужність і героїзм», капітану Середі Івану Михайловичу присвоєно звання Героя Радянського Союзу (посмертно).
Нагороджений орденом Леніна, орденом «Знак Пошани».
На шляху від Попільні до Сквири, що на Київщині, в часи радянської окупації України, було встановлено обеліск, що містить напис: "Товаришу! Низько вклонися цим полям. Вони окроплені кров'ю героїв. Тут 14 липня 1941 в нерівному бою з фашистськими танками загинули Герой Радянського Союзу капітан Середа І. М., політрук Колесніченко та 152 бійця 94-го прикордонного загону . Вічна слава героям! ".
На Миколаївському суднобудівному заводі побудовано океанський корабель, якому присвоєно ім'я чекіста. У спорудженні цього корабля брав участь його син — Віктор Іванович Середа.
Постановою Ради Міністрів Української РСР від 21 червня 1968 ім'ям І. М. Середи названа прикордонна застава Львівського прикордонного загону Західного прикордонного округу. Село Вовче Турківського району Львівської області у радянські часи (з 1968-го) мало назву Середа. Іменем чекіста названа вулиця в селищі Велика Писарівка; на вулиці, де він народився і жив, встановлено пам'ятний знак.